# Candela Francisco
Pour les articles homonymes, voir Francisco.
Candela Belén Francisco Guecamburu est une joueuse d'échecs argentine née le 14 août 2006. Elle a obtenu le titre de grand maître international  féminin en 2023 grâce à sa victoire au championnat panaméricain d'échecs féminin.
Au 1er juillet 2023, elle est la première joueuse argentine et la 95e joueuse  mondiale avec un classement Elo de 2 352 points.

## Biographie et carrière
Candela Francisco a remporté le championnat continental américain féminin d'échecs en mai 2023 à La Havane avec 7 points sur 9 (cinq gains et quatre nulles).
Elle finit deuxième du championnat d'Argentine en 2022.
En octobre 2023, Candela Francisco remporte le championnat du monde d'échecs junior féminin.